# Дальневосточные краснопёрки
Дальневосто́чные краснопёрки, или угаи (лат. Tribolodon), — род лучепёрых рыб из семейства карповых. Включает 4 вида. Единственная группа карповых, способная длительное время обитать в воде с высокой солёностью.

## Описание
Длина тела от 20 до 55 см. Тело удлинённое, умеренно сжатое с боков. По бокам от одной до трёх красных полос. Виды различаются особенностями нерестовой окраски, размером чешуи и числом пор в надглазничном канале.

## Классификация
На август 2020 года в род включают 4 вида:
- Tribolodon brandtii — Мелкочешуйная краснопёрка-угай
- Tribolodon hakonensis — Крупночешуйная краснопёрка-угай
- Tribolodon nakamurai
- Tribolodon sachalinensis — Сахалинская краснопёрка-угай

## Распространение
Северная граница ареала проходит у Шантарских островов, западная — вдоль Тихоокеанского побережья вплоть до Тайваня на юге. Встречаются в Японии и на Сахалине. В России три вида: сахалинская, крупночешуйная и мелкочешуйная краснопёрки; из них наиболее обычна мелкочешуйная.

## Образ жизни
Дальневосточные краснопёрки — проходные рыбы: они нагуливаются в морских водах, а затем идут на нерест в реки острова Сахалин, Японии, Кореи и Вьетнама. Это единственные представители карповых, которые могут обитать в воде с океанической солёностью. Кроме того, существуют озёрные популяции краснопёрок.
Питаются бентосом, планктоном, водными растениями, мелкими моллюсками и личинками насекомых. Нерест происходит в реках на быстром течении; икра донная. После нереста производители скатываются на нагул в море; осенью входят на зимовку в низовья рек или озёра. Личинки после выхода из грунта скатываются из рек в море, иногда задерживаясь на прогреваемых мелководьях. Живут до 9 лет.

## Значение
Серьёзного промыслового значения краснопёрки не имеют. Являются объектами незначительного промысла и любительского рыболовства.